# Efraim Långstrump
Efraim Långstrump är en litterär figur skapad av Astrid Lindgren. Han är sjökapten på fartyget Hoppetossa och kung på den fiktiva Kurrekurreduttön i Söderhavet, samt far till Pippi Långstrump.
I de nyare Pippi-böckerna är ordet "negerkung" utbytt mot "härskare av kurrekurredutterna". Kapten Långstrump skulle gärna besöka sin dotter oftare, men har inte tid och möjlighet. Han livnär sig på att leta skatter och är nästan lika stark som Pippi.

## Bakgrund
Den svenske sjömannen Carl Emil Pettersson, som under en period av sitt liv bodde på Tabaröarna, antas ha varit förebild till Pippis far. Efraim Långstrump har i filmerna om Pippi gestaltats av Benkt-Åke Benktsson och Beppe Wolgers.